# Toksook Bay
Toksook Bay è una città degli Stati Uniti d'America, situata nella Census Area di Bethel, nello Stato dell'Alaska. La comunità è localizzata sull'isola di Nelson.